# Ariel Ramos
Ariel Ramos Wilson (ur. 14 kwietnia 1971) – kubański zapaśnik w stylu wolnym. Olimpijczyk z Atlanty 1996; gdzie zajął ósme miejsce w kategorii do 82 kg.
Zajął piąte miejsce na mistrzostwach świata, piąty w 1994. Brązowy medal na Igrzyskach Panamerykańskich w 1995 roku. Zdobył trzy medale na Mistrzostwach Panamerykańskich. Triumfował na Igrzyskach Ameryki Środkowej i Karaibów w 1993 roku. Drugi w Pucharze Świata w 1993 i 1996 roku.